# Молодожоненко Олексій Андрійович
Олексій Андрійович Молодожоненко (4 жовтня 1899 — після 25 жовтня 1927) — Військовий, інженер; козак Окремого кінно-гарматного дивізіону Армії УНР.

## Життєпис
Народився 4 жовтня 1899 в селі Піски, Лохвицького повіту на Полтавщині.
Закінчивши Лохвицьку реальну школу (1918), вступив у 1-й полк Січових стрільців, в якому прослужив до гетьманського перевороту. Навчався на електротехнічному відділі Київського політехнічного інституту (1918) та фізико-математичному факультеті Київського державного українського університету. Учасник антигетьманського повстання.
У січні 1919 року вступив до Київської інженерної юнацької школи, з якою відступив від Києва до Кам'янця-Подільського. Учасник боїв проти більшовиків під Проскуровим. Зі школою брав участь у бойових діях на польському фронті у Луцьку, де 16 травня 1919 року потрапив до полону. З осені 1919 року — знову в Армії УНР. Учасник 1-го Зимового походу.
У складі Кам'янецької юнацької школи брав участь «в усіх походах». Навчання в ній завершив уже в польських таборах (Каліш). Українську Господарську Академію в Подєбрадах закінчив 1927 року. «Спогад» написав на початку 1920-х років. Брат Павло також служив в Армії УНР.